# Georges Vian
Pour les articles homonymes, voir Vian (homonymie).
Georges Vian est un homme politique français né le 8 février 1842 à Saint-Chéron (Essonne) et mort le 19 janvier 1905 à Saint-Chéron.
Ingénieur, il est maire de Saint-Chéron et conseiller général. Il est député de Seine-et-Oise de 1890 à 1893. Il est le père d'Edmond Vian, député de 1910 à 1914.

## Sources
- « Georges Vian », dans le Dictionnaire des parlementaires français (1889-1940), sous la direction de Jean Jolly, PUF, 1960 [détail de l’édition]